# Chef de la Défense (Belgique)
Le poste de chef de la Défense belge est la fonction la plus élevée au sein des Forces armées belges.

## Rôles
Le Chef de la Défense est à la tête du Commandement général des Forces armées belges. À ce titre, il prépare les éléments pour l'élaboration de la politique de la Défense nationale et conseille son autorité de tutelle au sujet des opérations planifiées et en cours. Il assure également le suivi des décisions politiques arrêtées par le Gouvernement fédéral, ainsi que la gestion administrative des forces armées. Il est assisté d'un Vice-Chef de la Défense.

## Titulaires
| Portrait | Nom                                            | Branche           | Début             | Fin               | Durée                      | Ministre de la Défense |
| -------- | ---------------------------------------------- | ----------------- | ----------------- | ----------------- | -------------------------- | ---------------------- |
|          | Lieutenant général Charles Paul de Cumont      | Composante terre  | 9 décembre 1959   | 30 juin 1963      | 3 ans, 6 mois et 21 jours  |                        |
|          | Lieutenant général G. Wagner                   | Composante terre  | 1er juillet 1963  | 31 mars 1965      | 1 an, 8 mois et 30 jours   |                        |
|          | Lieutenant général V. Dessart                  | Composante terre  | 1er avril 1965    | 31 mars 1968      | 2 ans, 11 mois et 30 jours |                        |
|          | Lieutenant général G. Vivario                  | Composante terre  | 1er avril 1968    | 14 mars 1972      | 3 ans, 11 mois et 13 jours |                        |
|          | Lieutenant général d'aviation Albert Crekillie | Composante air    | 15 mars 1972      | 31 octobre 1979   | 7 ans, 7 mois et 16 jours  |                        |
|          | Lieutenant général Willy Gontier               | Composante terre  | 1er novembre 1979 | 30 septembre 1982 | 2 ans, 10 mois et 29 jours |                        |
|          | Lieutenant général Maurice Gysemberg           | Composante terre  | 1er octobre 1982  | 21 juillet 1988   | 5 ans, 9 mois et 21 jours  |                        |
|          | Lieutenant général José Charlier               | Composante terre  | 22 juillet 1988   | 30 septembre 1995 | 7 ans, 2 mois et 8 jours   |                        |
|          | Amiral Willy Herteleer                         | Composante marine | 1er octobre 1995  | 31 décembre 2002  | 7 ans, 2 mois et 30 jours  |                        |
|          | Général d'aviation August Van Daele            | Composante air    | 1er janvier 2003  | 1er avril 2009    | 6 ans et 3 mois            |                        |
|          | Général Charles-Henri Delcour                  | Composante terre  | 2 avril 2009      | 29 mars 2012      | 2 ans, 11 mois et 27 jours |                        |
|          | Général d'aviation Gerard Van Caelenberge      | Composante air    | 13 juillet 2012   | 12 juillet 2016   | 3 ans, 11 mois et 29 jours |                        |
|          | Général Marc Compernol,                        | Composante terre  | 13 juillet 2016   | 10 juillet 2020   | 3 ans, 11 mois et 27 jours |                        |
|          | Amiral Michel Hofman                           | Composante marine | 10 juillet 2020   | 4 juillet 2024    | 3 ans, 11 mois et 24 jours |                        |
|          | Général d'aviation Frederik Vansina ,          | Composante air    | 4 juillet 2024    | En cours          |                            | Theo Francken          |